# Оять (посёлок при железнодорожной станции)
Оять — посёлок при железнодорожной станции в Доможировском сельском поселении Лодейнопольского района Ленинградской области.

## История
Посёлок при станции Оять был основан в 1925—1927 годах.

ОЯТЬ — станция ж.д., крестьянских дворов — нет, прочих — 15. Население: мужчин — 26, женщин — 36. (1926 год)

Посёлок при станции Оять учитывается областными административными данными с 1 января 1927 года в составе Чашковского сельсовета Пашского района.
С 1928 года в составе Рекинского сельсовета.

Посёлок при станции Оять на карте РККА 1940 года

С 1950 года в составе Доможировского сельсовета. На 1 января 1950 года в посёлке при станции Оять числилось 36 хозяйств и 102 жителя.
С 1955 года в составе Новоладожского района.
В 1958 году население посёлка составляло 169 человек.
С 1963 года в составе Волховского района.
По данным 1966 и 1973 годов посёлок при станции Оять входил в состав Доможировского сельсовета Волховского района.
По данным 1990 года посёлок при станции Оять входил в состав Доможировского сельсовета Лодейнопольского района.
В 1997 году в посёлке при станции Оять Доможировской волости проживали 145 человек, в 2002 году — 168 человек (русские — 95 %).
С 1 января 2006 года в составе Вахновакарского сельского поселения.
В 2007 году в посёлке при станции Оять Вахновокарского СП проживали 129 человек, в 2010 году — 93 человека.
С 2012 года в составе Доможировского сельского поселения.

## География
Посёлок расположен в западной части района при железнодорожной станции Оять-Волховстроевский на линии Волховстрой I — Лодейное Поле.
Посёлок находится на левом берегу реки Оять при впадении в неё реки Чегла.
В посёлке находится стык автодорог 41К-133 (Подъезд к станции Оять) и 41К-016 (Станция Оять — Плотично).
Расстояние до административного центра поселения — 4 км. К северу от посёлка расположен Введено-Оятский монастырь.

## Демография
| 1926 | 1950 | 1997 | 2007 | 2010 | 2014 | 2017 |
| ---- | ---- | ---- | ---- | ---- | ---- | ---- |
| 62   | ↗102 | ↗145 | ↘129 | ↘93  | ↗122 | ↗125 |

### Национальный состав
Согласно данным Всероссийской переписи населения 2021 года в деревне проживали 69 человек, из них:
 русские — 60, белорусы — 2 человека, остальные национальность не указали.

## Инфраструктура
По данным администрации Доможировского сельского поселения:
- на 1 января 2014 года в посёлке было зарегистрировано 153 домохозяйства и 132 жителя[17].
- на 1 января 2021 года в посёлке было зарегистрировано 29 домохозяйств и 58 жителей[18].